# Johann Morrien (Domherr)
Johann Morrien (* im 15. Jahrhundert; † 24. Mai 1559) war Domherr in Münster.

## Leben

### Herkunft und Familie
Johann Morrien entstammte dem westfälischen Adelsgeschlecht Morrien, das im Mittelalter und in der frühen Neuzeit eine der führenden Familien im Ritterstand war und von 1350 bis 1691 das Amt des Erbmarschalls im Hochstift Münster innehatte. Er war der Sohn des Erbmarschalls Gerhard Morrien und dessen Gemahlin Maria von Wendt. Er hatte sechs Geschwister, darunter seine Schwester Maria, die 1535 Hermann von Velen geheiratet hatte. Sie waren die Urgroßeltern des Alexander von Velen, „westfälischer Wallenstein“ genannt. Schwester Anna war mit Jacob von Münster verheiratet.

### Wirken
Am 25. Januar 1548 wurde Johann Domherr in Münster und absolvierte ein Studium in Deventer und Paris. Am 27. Februar 1549 kam er durch einen Gnadenakt des Generalvikars in Münster zum Empfang der Niederen Weihen. Die Weihe fiel auf den 15. März des Jahres. Am 12. Januar 1551 verzichtete Arnold von Brauweiler zu seinen Gunsten auf das Domkanonikat des Hermann von Fürstenberg, das er vom Papst erhalten hatte.